# نیکولا سیمیچ (بازیکن فوتبال، زاده ۱۸۹۷)
نیکولا سیمیچ (انگلیسی: Nikola Simić؛ ۲ دسامبر ۱۸۹۷ – ۲۲ دسامبر ۱۹۶۹) بازیکن فوتبال اهل یوگسلاوی بود.
از باشگاه‌هایی که در آن بازی کرده‌است می‌توان به باشگاه فوتبال المپیک لیون، آ.اس موناکو، باشگاه فوتبال نیس، باشگاه فوتبال المپیک مارسی، باشگاه فوتبال بئوگراد، و باشگاه فوتبال تولوز اشاره کرد.
وی همچنین در تیم ملی فوتبال یوگسلاوی بازی کرده‌است.